# 罗卡维尼亚莱
罗卡维尼亚莱（義大利語：Roccavignale），是意大利萨沃纳省的一个市镇。总面积17.46平方公里，人口743人，人口密度42.6人/平方公里（2009年）。ISTAT代码为009054。